# Stadtkapelle St. Laurentius und St. Michael (Waischenfeld)

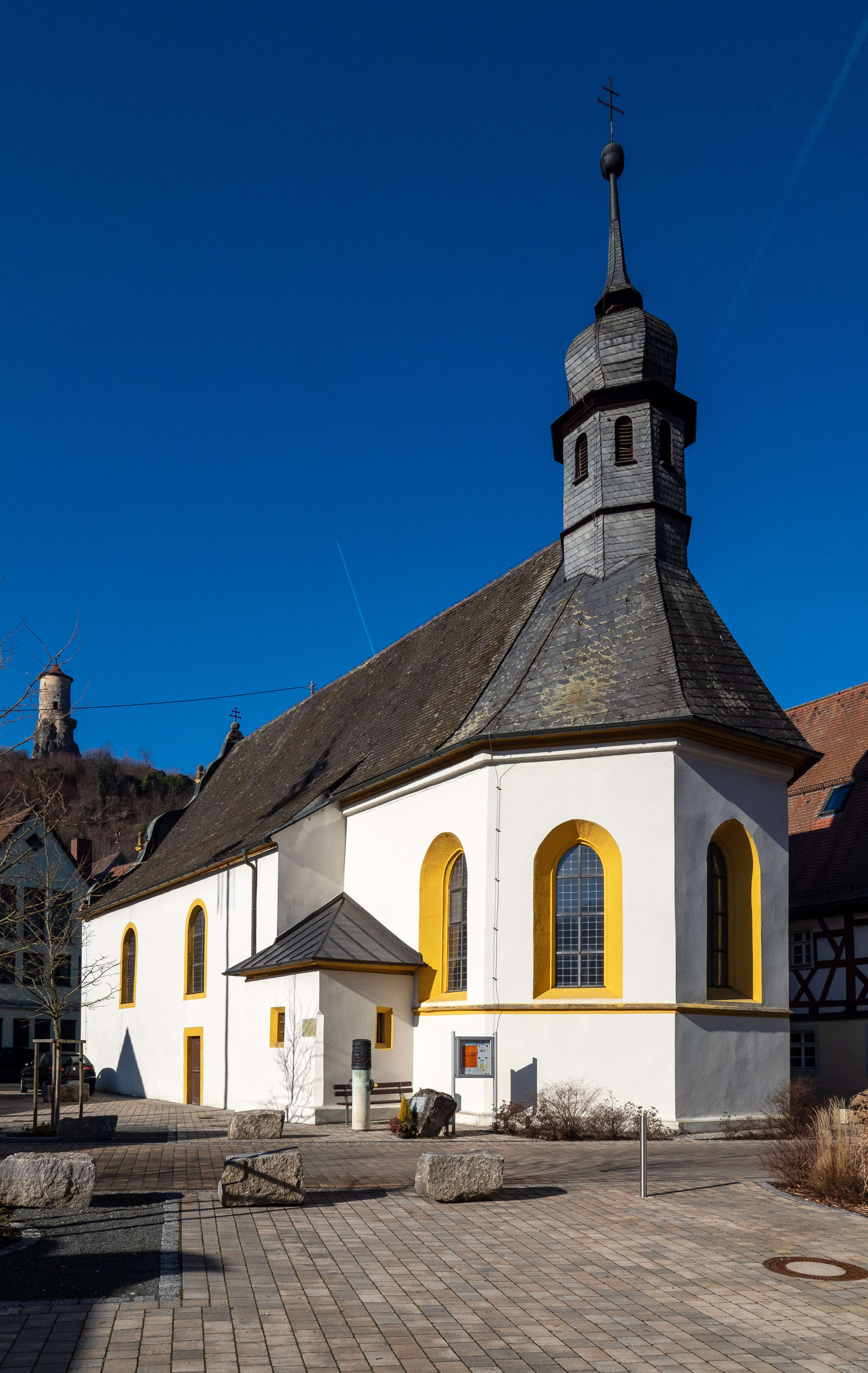
Stadtkapelle St. Laurentius und St. Michael (Waischenfeld)

Die römisch-katholische, denkmalgeschützte Stadtkapelle St. Laurentius und St. Michael steht in Waischenfeld, einer Stadt im Landkreis Bayreuth (Oberfranken, Bayern). Die Kirche ist unter der Denkmalnummer D-4-72-197-23 als Baudenkmal in der Bayerischen Denkmalliste eingetragen. Die Kirche gehört zur Pfarrei von Johannes der Täufer.

## Beschreibung
Die Kapelle aus dem 15. Jahrhundert wurde im Dreißigjährigen Krieg bis auf den eingezogenen, dreiseitig geschlossenen Chor zerstört. Das mit einem Satteldach bedeckte Langhaus der Saalkirche wurde von 1699 bis 1701 neu errichtet. Über dem Chor erhebt sich ein achteckiger, schiefergedeckter, mit einer Zwiebelhaube bedeckter Dachreiter, der den Glockenstuhl beherbergt. Die 1701 errichtete Fassade im Westen, in der sich das Portal befindet, ist mit einem Schweifgiebel bedeckt. 
Der Innenraum des Langhauses hat Emporen an drei Seiten, deren Brüstungen bemalt sind. Zur Kirchenausstattung gehört ein 1701 von Johann Sebastian Degler errichteter Hochaltar. Die Statue des Wendelin stammt von Friedrich Theiler.